# 増田町増田
増田町増田（ますだまちますだ）は、秋田県横手市の大字。郵便番号は013-0701。人口は3,620人、世帯数は1,382世帯（2020年10月1日現在）。

## 地理
横手市南部、増田地域の西部に位置している。ており、東で増田町亀田、西で十文字町・十文字町仁井田・十文字町佐賀会、南で増田町八木・増田町戸波・増田町熊渕、北で十文字町腕越と隣接する。
町内には横手市役所増田庁舎（増田地域局）の他、増田の町並みや横手市増田まんが美術館など、観光スポット等も所在し、増田地域の中心市街地となっている。また、十文字地域の中心市街地も近く、国道342号で繋がっている。
国道342号が町の北西から東部にかけて横断しており、広域農道である雄平フルーツラインが町の東部を南北に縦貫する。

### 山
- 真人山

### 河川
- 大宮川
- 皆瀬川

### 小字
- 字石神西（いしがみにし）
- 字石神（いしがみ）
- 字伊勢堂西（いせどうにし）
- 字伊勢堂南（いせどうみなみ）
- 字伊勢堂（いせどう）
- 字一本柳西（いっぽんやなぎにし）
- 字一本柳東（いっぽんやなぎひがし）
- 字一本柳（いっぽんやなぎ）
- 字大樋下（おおどよした）
- 字月山西（がっさんにし）
- 字月山（がっさん）
- 字上川原（かみかわら）
- 字上関ノ口（かみせきのくち）
- 字上町（かみまち）
- 字北原西（きたはらにし）
- 字北原東（きたはらひがし）
- 字北原道上（きたはらみちうえ）
- 字北原南（きたはらみなみ）
- 字北原（きたはら）
- 字北門（きたもん）
- 字桜野（さくらの）
- 字下川原（しもかわら）
- 字新町（しんまち）
- 字関ノ口（せきのくち）

- 字竹原道下（たけはらみちした）
- 字竹原（たけはら）
- 字館花下（たてはなした）
- 字縦花（たてはな）
- 字田町（たまち）
- 字土肥館（どいだて）
- 字戸平堰（とへいぜき）
- 字中町（なかまち）
- 字七日町（なのかまち）
- 字仁井田堰向（にいだぜきむかい）
- 字縫殿（ぬいどの）
- 字平鹿向（ひらかむらい）
- 字平鹿（ひらか）
- 字福嶋北（ふくしまきた）
- 字福嶋道西（ふくしまみちにし）
- 字福嶋道東（ふくしまみちひがし）
- 字福嶋（ふくしま）
- 字町東（まちひがし）
- 字真人山下（まとやました）
- 字真人山（まとやま）
- 字本町（もとまち）
- 字横落上（よこおとしうえ）
- 字横落下（よこおとしした）
- 字若松（わかまつ）

## 世帯数と人口
2020年（令和2年）10月1日現在の世帯数と人口は以下の通りである。
| 丁目       | 世帯数    | 人口    |
| ---------- | --------- | ------- |
| 増田町増田 | 1,382世帯 | 3,620人 |

### 人口の推移
以下は国勢調査による1995年（平成7年）以降の人口の推移。
| 年                 | 人口  |
| ------------------ | ----- |
| 1995年（平成7年）  | 4,915 |
| 2000年（平成12年） | 4,987 |
| 2005年（平成17年） | 4,811 |
| 2010年（平成22年） | 4,418 |
| 2015年（平成27年） | 4,216 |
| 2020年（令和2年）  | 3,620 |

## 小・中学校の学区
市立小・中学校に通う場合、学区（校区）は以下の通りとなる。
| 番地 | 小学校             | 中学校             |
| ---- | ------------------ | ------------------ |
| 全域 | 横手市立増田小学校 | 横手市立増田中学校 |

## 交通

### 鉄道
町内に駅はない。最寄り駅は十文字町にあるJR東日本・奥羽本線の十文字駅。

### 道路
- 国道342号
- 秋田県道108号川連増田平鹿線
- 雄平東部広域農道（雄平フルーツライン）

## 施設

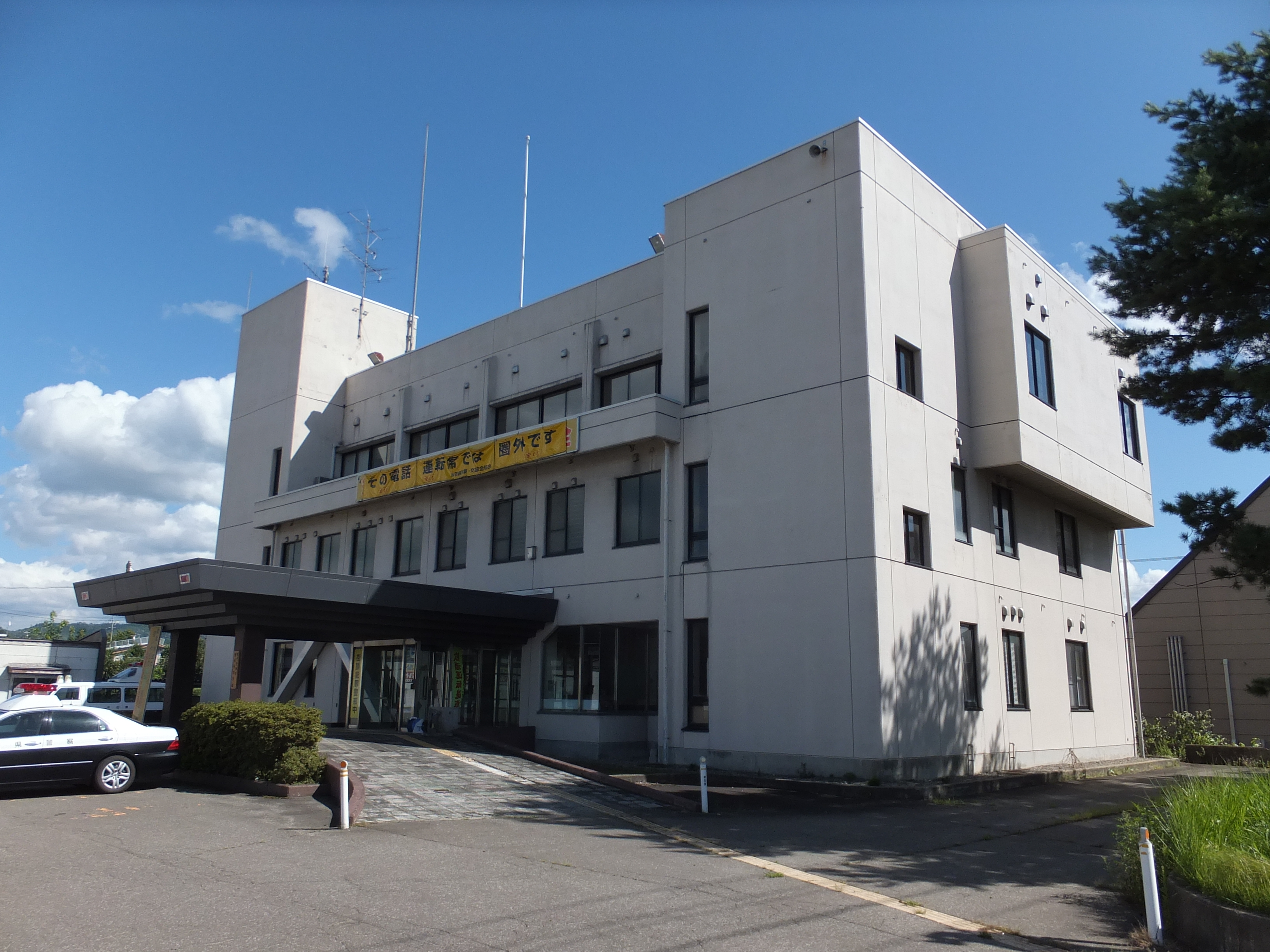
増田幹部交番
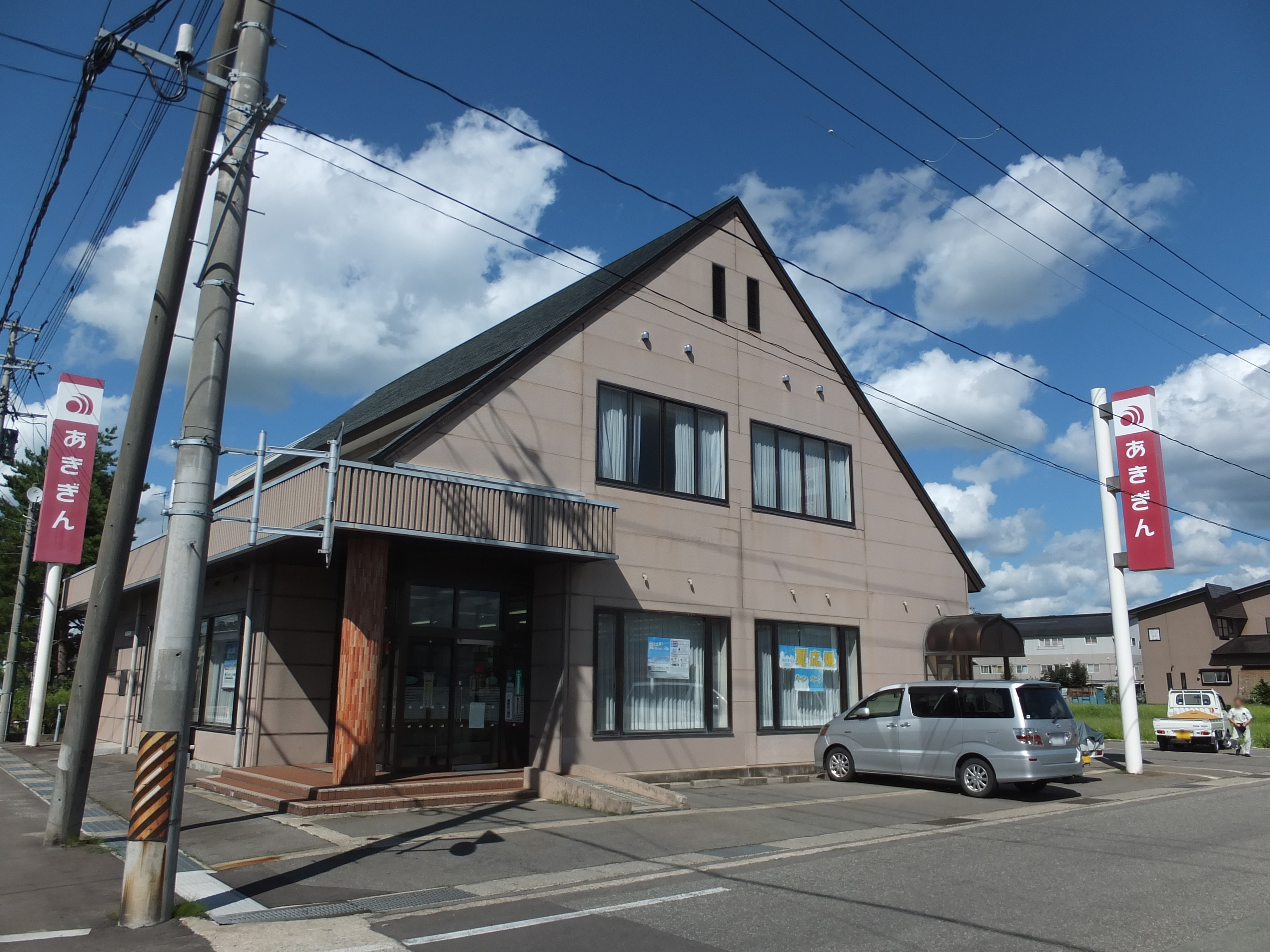
秋田銀行 増田支店

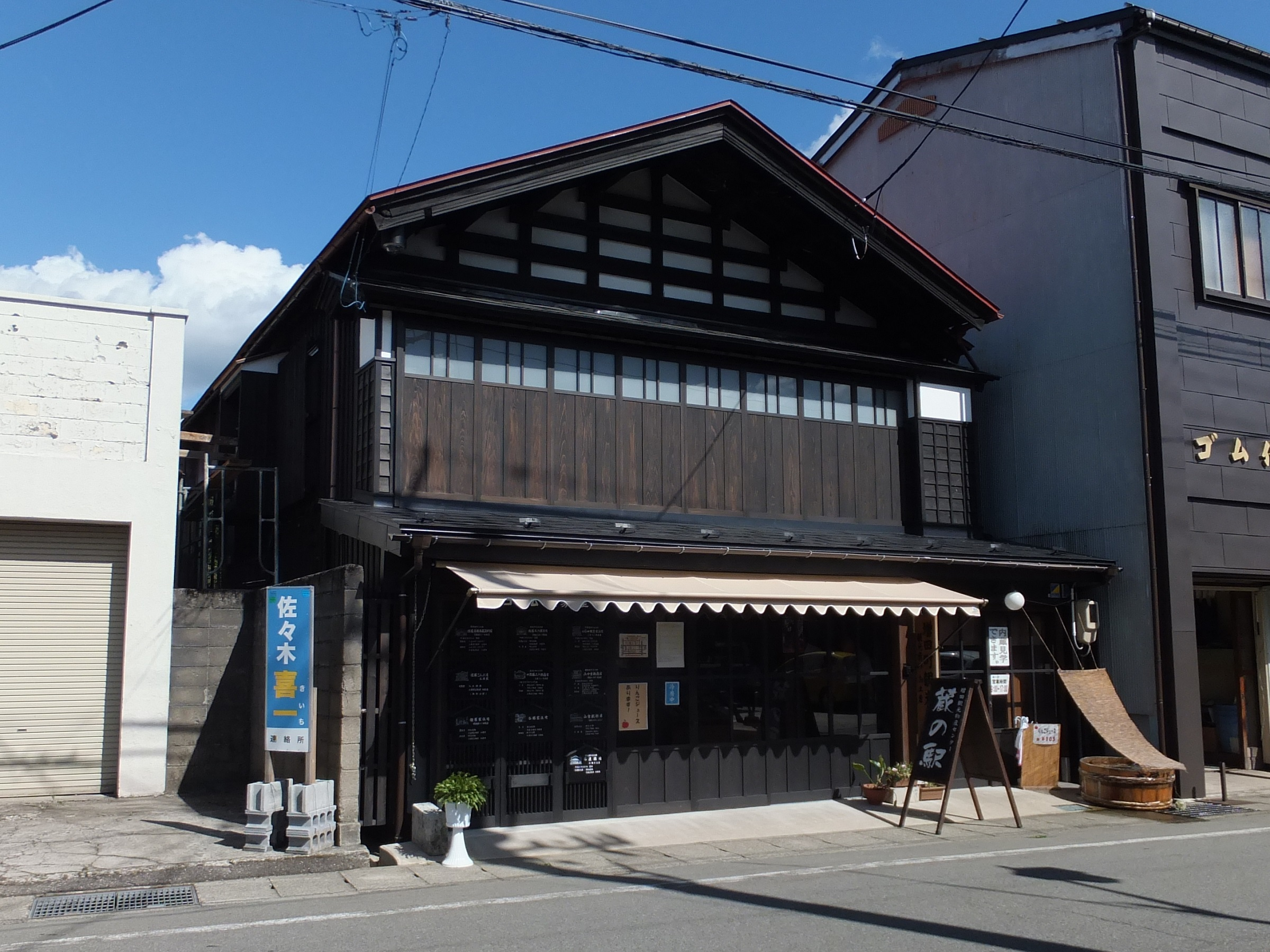
蔵の駅

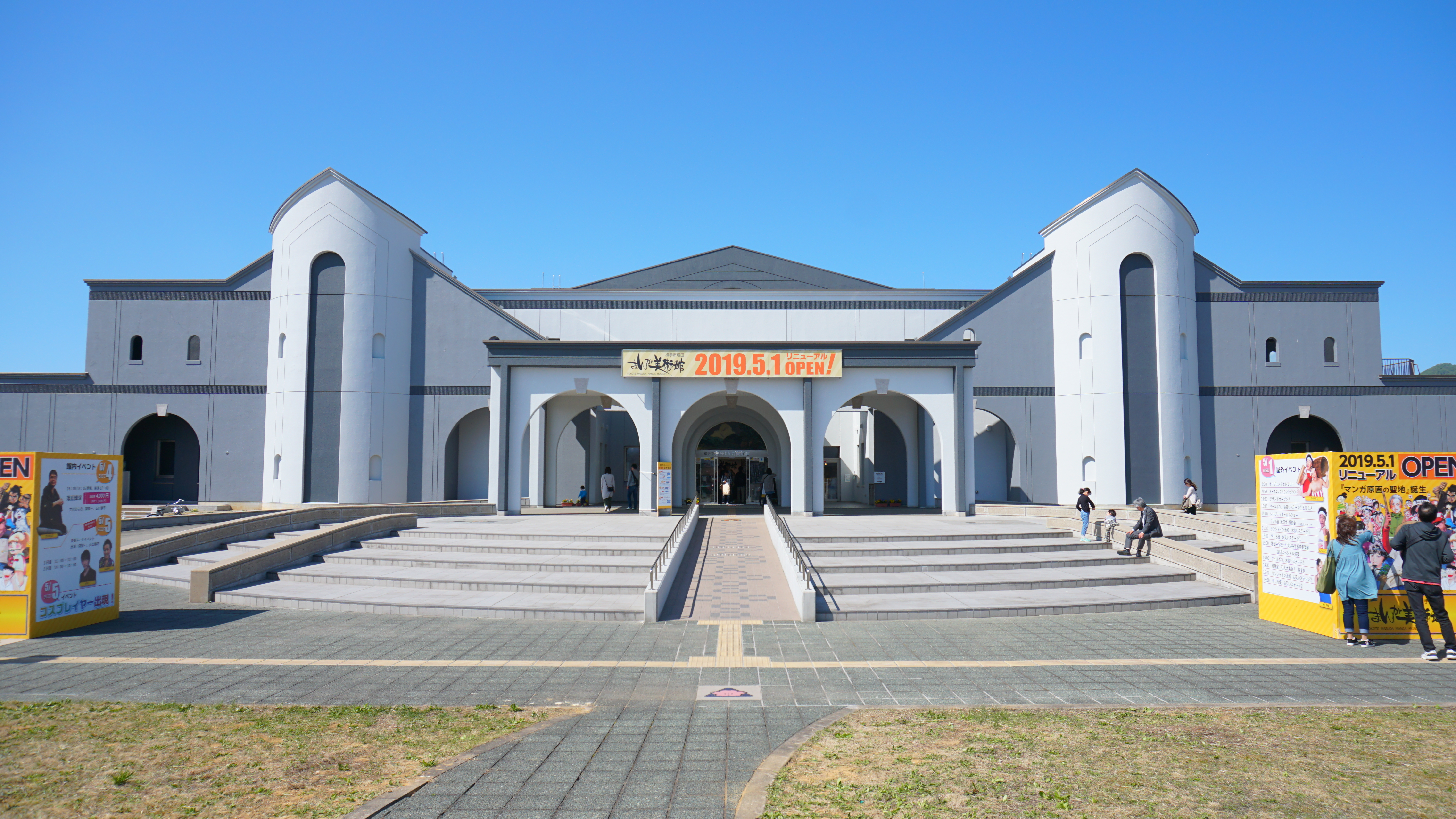

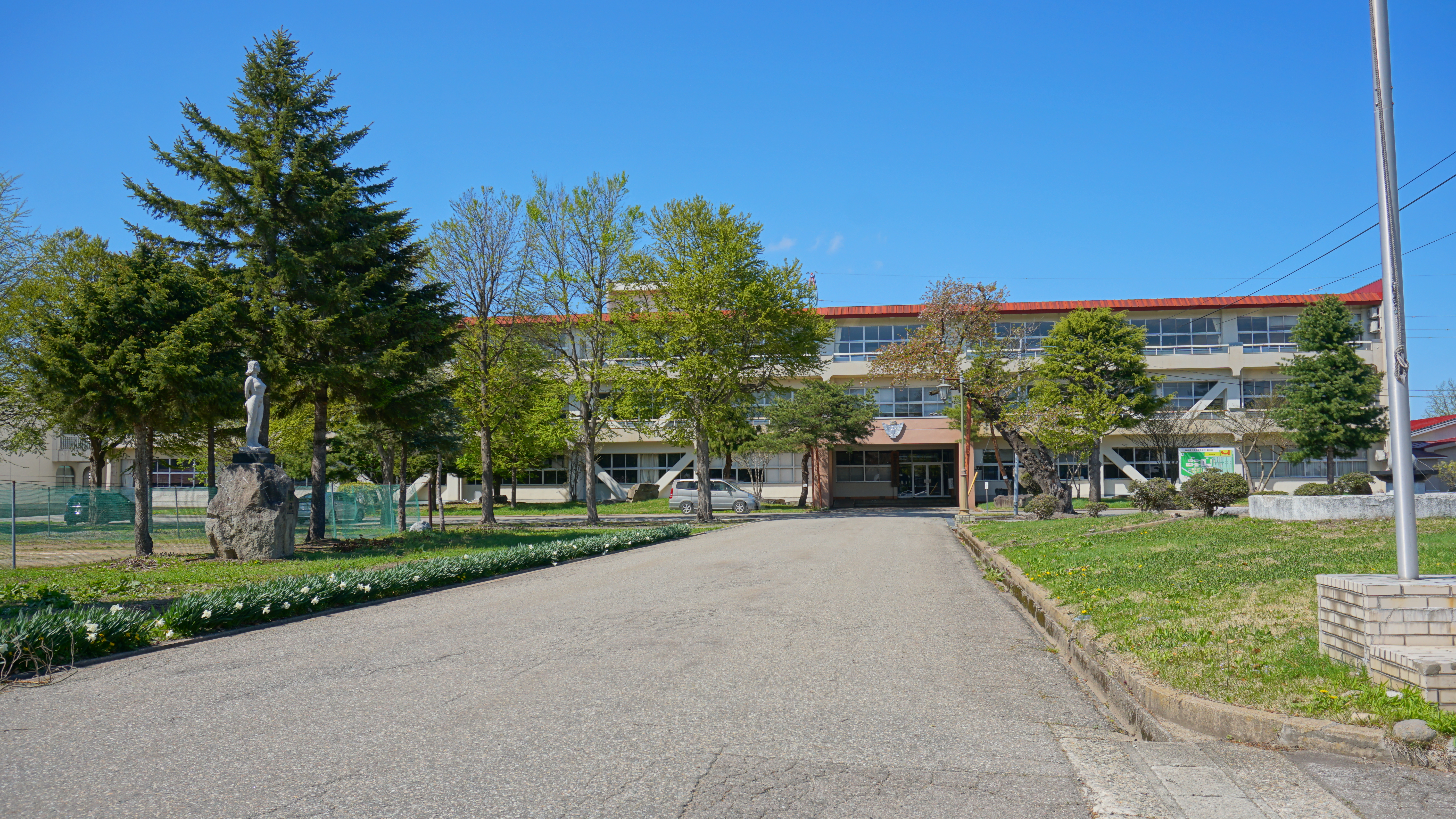
秋田県立増田高等学校

字土肥館

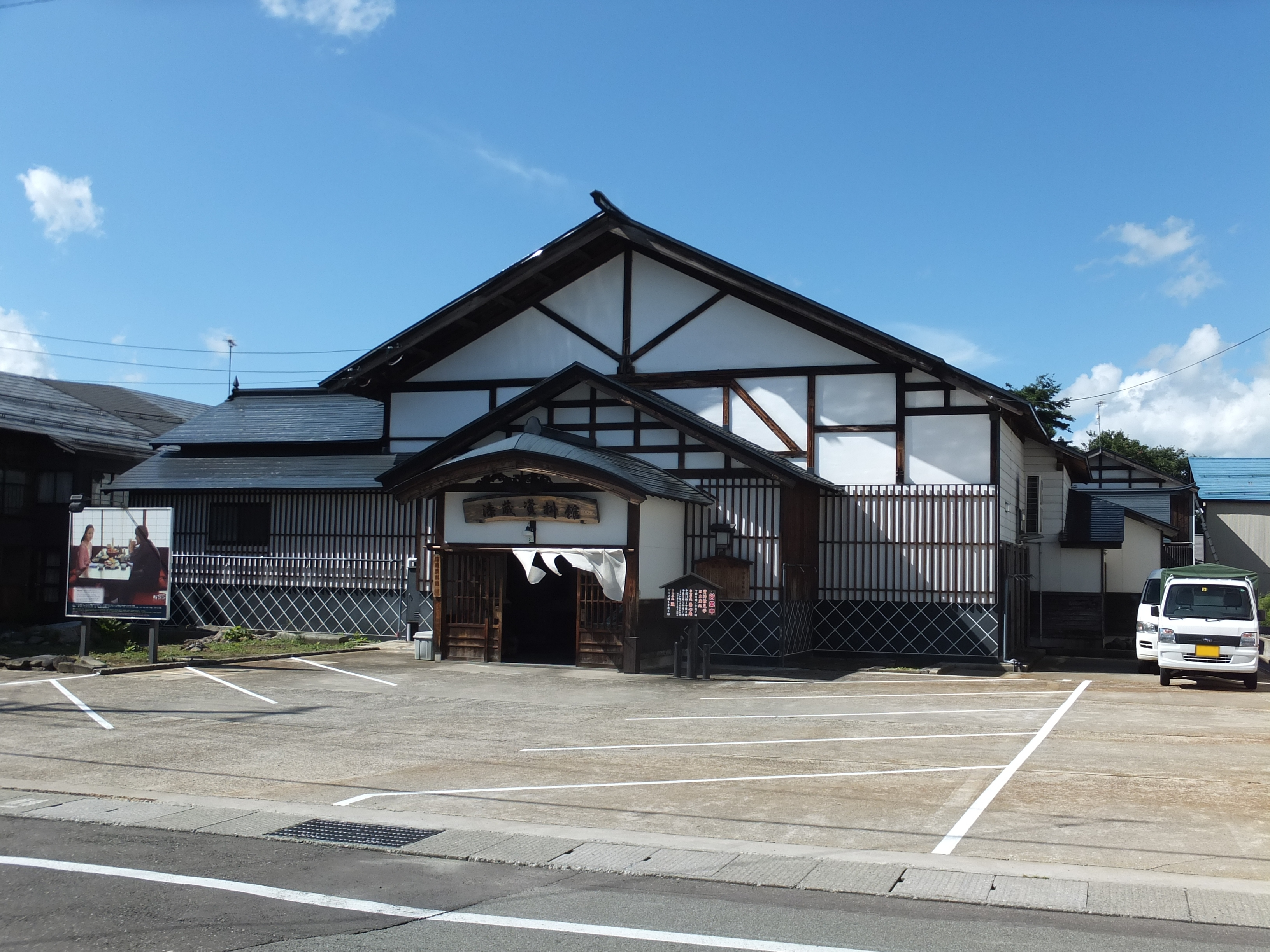
佐藤養助漆蔵資料館
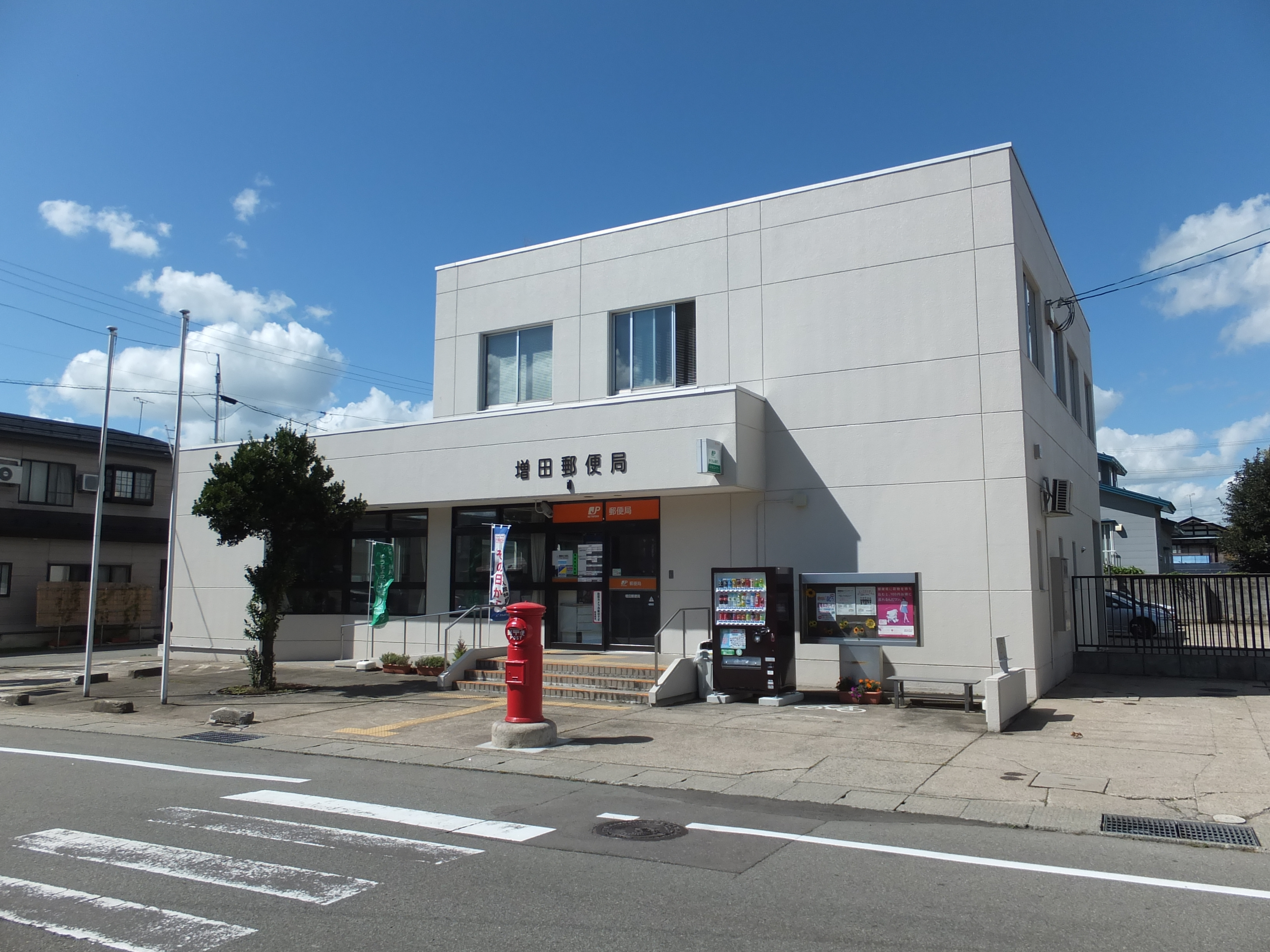
横手市役所増田庁舎（増田地域局）

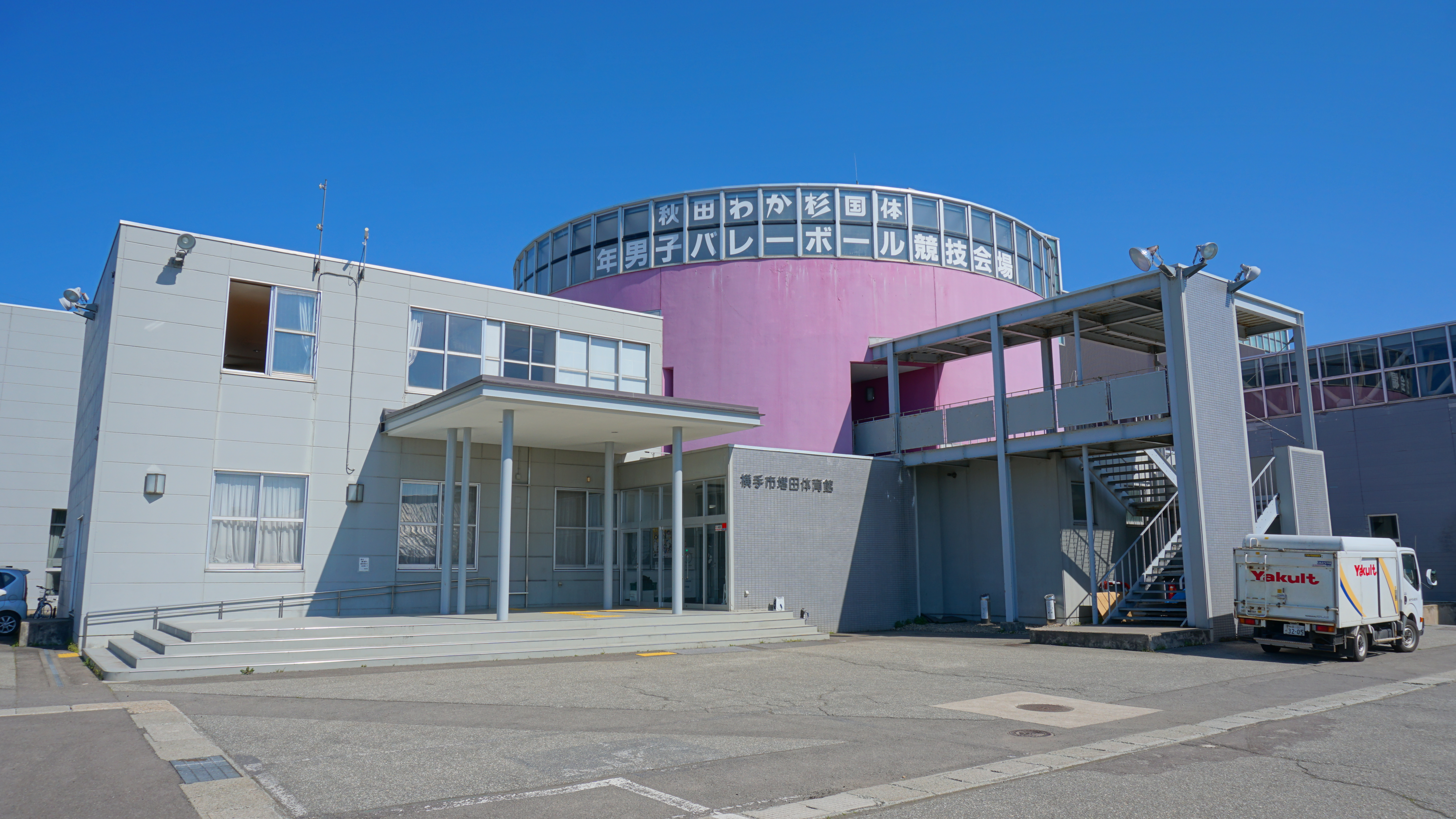
横手市立増田小学校
- 中央児童公園

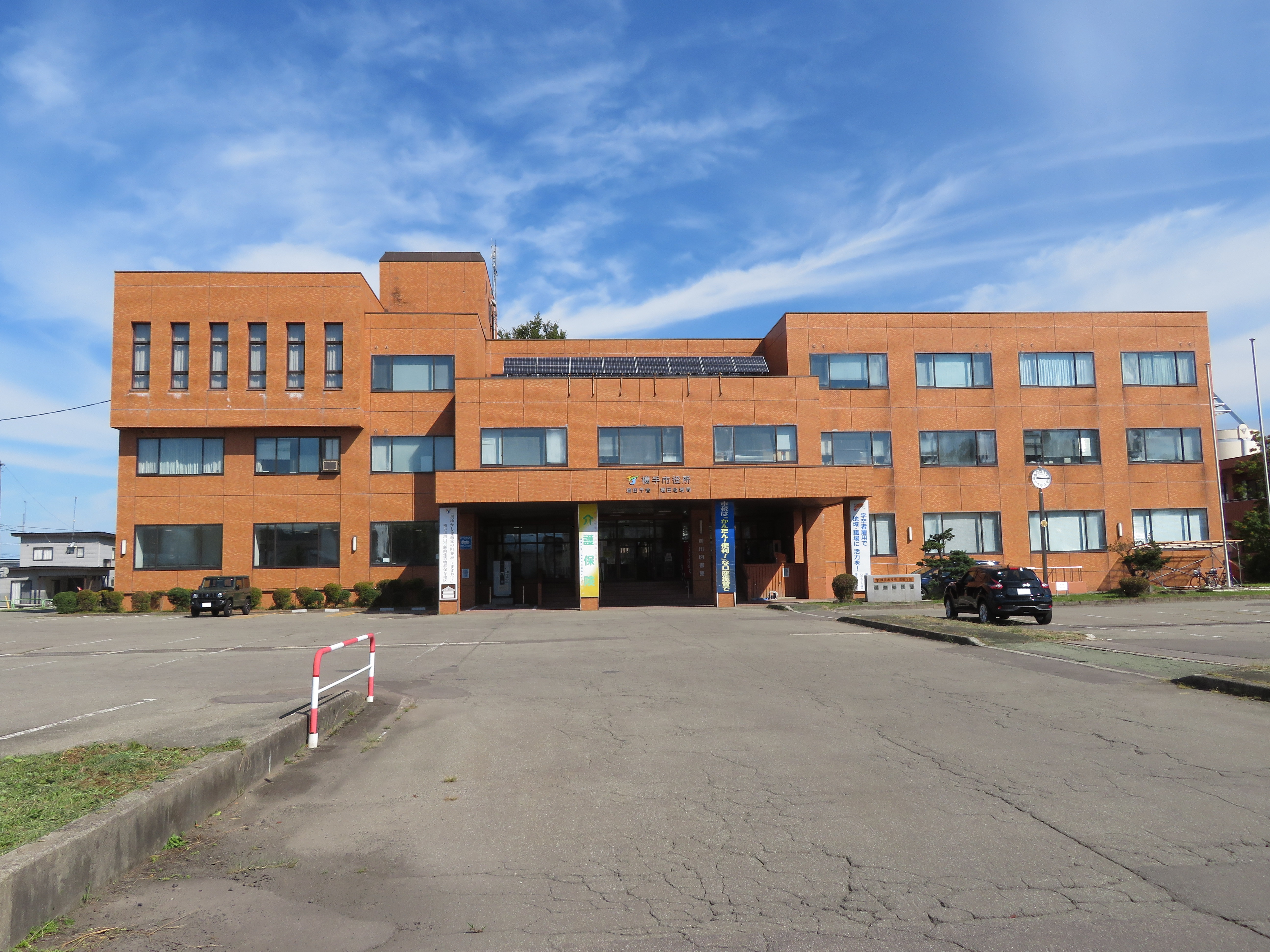
増田地域局
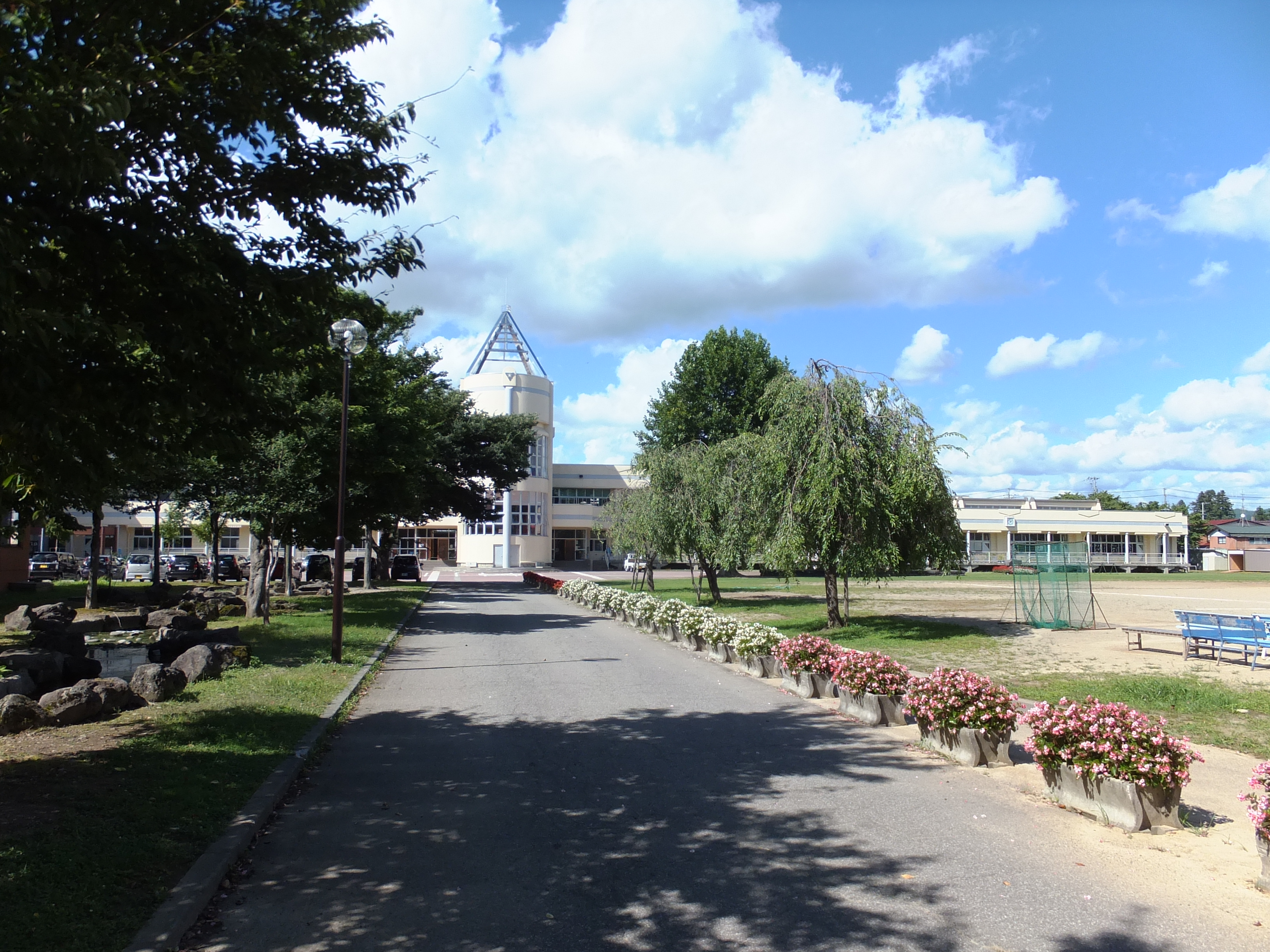
横手市立増田小学校

字石神
- 横手警察署 増田幹部交番
- 秋田銀行 増田支店

- 増田幹部交番
- 秋田銀行 増田支店

字月山西
- ローソン 増田町店
- コメリハード＆グリーン 増田店

字上町
- 増田の町並み案内所「ほたる」

字七日町
- 北都銀行 増田支店
- マルシメ 七日町店
- ますだ保育園
- シルバードーム いきいきの郷

字中町
- 増田観光物産センター「蔵の駅」

- 蔵の駅

字本町
- 佐藤養助漆蔵資料館
- 増田郵便局

- 佐藤養助漆蔵資料館
- 増田郵便局

字新町
- 横手市増田まんが美術館

字若松
- 横手市増田体育館
- 横手市増田野球場
- 横手市立増田中学校

- 横手市増田体育館

字一本柳
- 秋田県立増田高等学校

- 秋田県立増田高等学校

字一本柳西
- 横手市消防署 南分署